# 阿部知明
阿部 知明（あべ ともあき、1968年〈昭和43年〉1月17日 - ）は、日本の自治・総務官僚。地方公共団体情報システム機構副理事長。

## 来歴
大阪府大阪市出身。大阪府立天王寺高等学校を経て、1990年（平成2年）、京都大学法学部を卒業。同年自治省に入省。入省後、外務省在ヨルダン日本国大使館二等書記官、福岡県商工部国際経済観光課長、自治行政局合併推進課課長補佐、同局市町村課理事官、札幌市財政局長、自治行政局市町村体制整備課行政経営支援室長、同局住民制度課外国人住民基本台帳室長、内閣官房社会保障改革担当室参事官、自治行政局住民制度課長、同局行政課長、同局市町村課長などを歴任。
2020年（令和2年）7月20日、総務省大臣官房審議官（地方行政・個人番号制度、地方公務員制度、選挙担当）兼内閣府大臣官房審議官（経済財政運営担当）兼内閣府プレミアム付商品券事業担当室次長兼内閣官房内閣審議官（内閣官房副長官補付）兼内閣官房プレミアム付商品券施策推進室次長に就任。
2022年（令和4年）6月28日、デジタル庁統括官付審議官に就任。
2024年（令和6年）7月5日、自治行政局長に就任。在任中、行政経営支援室が担当しているフロントヤード改革とバックヤード改革の推進にあたった。2025年（令和7年）6月30日、辞職。同日、地方公共団体情報システム機構副理事長に就任。